# Ninków
Ninków – wieś w Polsce położona w województwie mazowieckim, w powiecie przysuskim, w gminie Borkowice. Ma status sołectwa.
Prywatna wieś szlachecka, położona była w drugiej połowie XVI wieku w powiecie radomskim województwa sandomierskiego.
W latach 1954–1959 wieś należała i była siedzibą władz gromady Ninków, po jej zniesieniu w gromadzie Borkowice. W latach 1975–1998 miejscowość administracyjnie należała do województwa radomskiego.
Przez wieś przebiega droga wojewódzka nr 727. 
Wierni Kościoła rzymskokatolickiego należą do parafii Świętego Krzyża w Borkowicach.